# Az Amerikai Virgin-szigetek az 1996. évi nyári olimpiai játékokon
Az Amerikai Virgin-szigetek az egyesült államokbeli Atlantában megrendezett 1996. évi nyári olimpiai játékok egyik részt vevő nemzete volt. Az országot az olimpián 5 sportágban 12 sportoló képviselte, akik érmet nem szereztek.

## Atlétika
Férfi
| Versenyszám     | Előfutam | Előfutam | Előfutam | Negyeddöntő | Negyeddöntő | Negyeddöntő | Elődöntő | Elődöntő | Elődöntő | Döntő   | Döntő    |         |
| Versenyszám     | Idő      | Hely.    | Össz.    | Idő         | Hely.       | Össz.       | Idő      | Hely.    | Össz.    | Idő     | Helyezés |         |
| --------------- | -------- | -------- | -------- | ----------- | ----------- | ----------- | -------- | -------- | -------- | ------- | -------- | ------- |
| Mitch Peters    | 100 m    | 11,12    | 8.       | 98.         | kiesett     | kiesett     | kiesett  | kiesett  | kiesett  | kiesett | kiesett  | kiesett |
| Marlon Williams | Maraton  |          |          |             |             |             |          |          |          |         | 2:48:26  | 108.    |

Női
| Versenyszám                                            | Előfutam        | Előfutam | Előfutam | Negyeddöntő | Negyeddöntő | Negyeddöntő | Elődöntő | Elődöntő | Elődöntő | Döntő   | Döntő    |         |
| Versenyszám                                            | Idő             | Hely.    | Össz.    | Idő         | Hely.       | Össz.       | Idő      | Hely.    | Össz.    | Idő     | Helyezés |         |
| ------------------------------------------------------ | --------------- | -------- | -------- | ----------- | ----------- | ----------- | -------- | -------- | -------- | ------- | -------- | ------- |
| Ameerah Bello                                          | 200 m           | 23,45    | 5.       | 32.         | 23,66       | 7.          | 30.      | kiesett  | kiesett  | kiesett | kiesett  | kiesett |
| Ameerah Bello                                          | 400 m           | 53,40    | 7.       | 39.         | kiesett     | kiesett     | kiesett  | kiesett  | kiesett  | kiesett | kiesett  | kiesett |
| Maria Noel Ameerah Bello Jilma Patrick Rochelle Thomas | 4 × 100 m váltó | 46,09    | 6.       | 15.         |             |             |          |          |          |         | kiesett  | kiesett |

| Versenyszám    | Selejtező  | Selejtező | Döntő    | Döntő    |         |
| Versenyszám    | Eredmény   | Helyezés  | Eredmény | Helyezés |         |
| -------------- | ---------- | --------- | -------- | -------- | ------- |
| Flora Hyacinth | Távolugrás | 658 cm    | 12.      | kiesett  | kiesett |

## Ökölvívás
| Versenyszám   | Selejtező         | Nyolcaddöntő           | Negyeddöntő       | Elődöntő          | Döntő             | Helyezés |     |
| Versenyszám   | Ellenfél Eredmény | Ellenfél Eredmény      | Ellenfél Eredmény | Ellenfél Eredmény | Ellenfél Eredmény | Helyezés |     |
| ------------- | ----------------- | ---------------------- | ----------------- | ----------------- | ----------------- | -------- | --- |
| Jacobo Garcia | Kisváltósúly      | David Diaz (USA) · RSC | kiesett           | kiesett           | kiesett           | kiesett  | 17. |

RSC - a játékvezető megállította a mérkőzést

## Sportlövészet
Férfi
| Versenyszám    | Selejtező         | Selejtező | Döntő | Döntő    |         |
| Versenyszám    | Pont              | Helyezés  | Pont  | Helyezés |         |
| -------------- | ----------------- | --------- | ----- | -------- | ------- |
| Bruce Meredith | Sportpuska, fekvő | 589       | 42.*  | kiesett  | kiesett |

* - négy másik versenyzővel azonos eredményt ért el

## Úszás
Férfi
| Versenyszám  | Előfutam   | Előfutam | Előfutam | Döntő | Döntő   | Döntő   | Helyezés |         |
| Versenyszám  | Idő        | Hely.    | Össz.    | Típus | Idő     | Hely.   | Helyezés |         |
| ------------ | ---------- | -------- | -------- | ----- | ------- | ------- | -------- | ------- |
| Khemo Rivera | 50 m gyors | 24,62    | 1.       | 53.   | kiesett | kiesett | kiesett  | kiesett |

## Vitorlázás
Férfi
| Versenyszám  | Futam           | Futam | Futam | Futam | Futam | Futam | Futam | Futam | Futam | Pontszám | Helyezés |     |
| Versenyszám  | 1               | 2     | 3     | 4     | 5     | 6     | 7     | 8     | 9     | Pontszám | Helyezés |     |
| ------------ | --------------- | ----- | ----- | ----- | ----- | ----- | ----- | ----- | ----- | -------- | -------- | --- |
| Paul Stoeken | Szörfvitorlázás | 28    | 21    | (30)  | 21    | 17    | 21    | 19    | (32)  | 18       | 145,0    | 23. |

Női
| Versenyszám    | Futam           | Futam | Futam | Futam | Futam | Futam | Futam | Futam | Futam | Pontszám | Helyezés |     |
| Versenyszám    | 1               | 2     | 3     | 4     | 5     | 6     | 7     | 8     | 9     | Pontszám | Helyezés |     |
| -------------- | --------------- | ----- | ----- | ----- | ----- | ----- | ----- | ----- | ----- | -------- | -------- | --- |
| Lisa Neuburger | Szörfvitorlázás | 10    | 12    | (15)  | (13)  | 9     | 12    | 12    | 13    | 11       | 79,0     | 14. |